# 1. Futurologischer Congress
Der 1. Futurologische Congress ist eine experimentelle elektronische, deutschsprachige Band aus Berlin, die zur Zeit der Neuen Deutschen Welle in den frühen 1980er Jahren entstand. Der Bandname ist dem Science-Fiction-Roman Der futurologische Kongreß von Stanisław Lem entliehen.

## Geschichte
Gegründet wurde die Band 1981 in West-Berlin als Musikprojekt mit hauptsächlich elektronischer Ausrichtung. Nach drei Independent-Singles, von denen Heimatlied als Folge eines gewonnenen Musikwettbewerbs des Berliner Senats produziert wurde, machte sich das Trio zum Jahresende 1981 an die Produktion des ersten Albums. Dieses sollte bei Teldec erscheinen. Das Konzept der 1. FC-Gründer beruhte auf einem harten Kern von Stammmusikern mit wechselnden Gastspielern. So waren an der ersten LP Schützt die Verliebten unter anderem Miko, Rainer Konstantin (Prima Klima) und Hansi Behrendt (Ideal) beteiligt.
Im August 1982 spielte der 1. FC auf der Berliner Waldbühne ein Konzert, welches in den dritten Fernsehprogrammen übertragen wurde. Da die Band zum Teil in einer zwölfköpfigen Besetzung musizierte, prägten die Medien im Nachgang des Auftritts den Begriff Deutsche Talking Heads.
Schon 1983 erschien das zweite Album des 1. FC Wer spricht?, an dem unter anderem FM Einheit mitwirkte. Die elektronische Musik hatte die mittlerweile zum Quintett erweiterte Band um Soul- und Funkelemente erweitert. Der Musikexpress lobte die Internationalität der LP und rückte sie in die Nähe anspruchsvoller Synthesizermusik à la Heaven 17. Mit dem Ende der Neuen Deutschen Welle wurde es allerdings auch um den 1. FC stiller. 1984 entstanden neue Stücke für eine dritte LP, die wegen bandinterner Meinungsverschiedenheiten aber nicht veröffentlicht wurde. Die damals produzierten Titel dieser Sessions sind seit 2006 unter dem Namen Patchwork 1983–1986 online erhältlich.
In den folgenden Jahren gingen die Bandmitglieder verschiedenen Soloaktivitäten nach. Erst 1992 kehrte der 1. FC, nun als Futurologen, mit der LP Feuer zurück, die zunächst auf einem Independentlabel, später bei der Industrie wiederveröffentlicht wurde. Mit dem neuen Album konnte die Band allerdings nicht an alte Erfolge anknüpfen. 2006 erschienen die beiden ersten Alben des 1. FC als Wiederveröffentlichung bei Indigo, während die übrigen Tonträger bei Fuego neu aufgelegt wurden. Für 2007 war die Arbeit an einer neuen CD angekündigt.

## Diskografie

### Alben
- 1982: Schützt die Verliebten (Wagner Tonträger)
- 1983: Wer spricht? (Wagner Tonträger)
- 1993: Feuer (als Futurologen; EastWest)
- 2006: Patchwork 1983–1986 (Audio-CD / Sireena Records 2013)
- 2016: Crash ! (Fuego)

### Singles und EPs
- 1981: Posthum (7″-EP; Preußen Records)
- 1981: Schatten (7″-EP)
- 1981: Heimatlied (7″; Berlin Rock News)
- 1982: Rote Autos (Wagner Tonträger)
- 1982: Schützt die Verliebten (Edigsa)
- 1983: In die Ferne (7″; Wagner Tonträger)
- 1993: Süchtig (als Futurologen; EastWest)
- 1993: Allah Allah (als Futurologen; EastWest)
- 2016: Väter